# Grenade à fusil

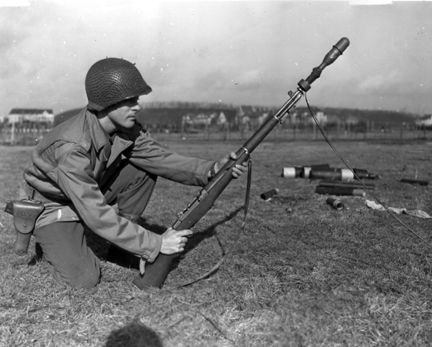
M1 Garand équipé d'une grenade à fusil d'exercice.

Une grenade à fusil est une grenade spécialement conçue pour être tirée à partir d'un fusil, dans le but de l'envoyer à une distance plus élevée que n'en est capable un lanceur humain.
Le premier système de grenade à fusil a été développé durant la Première Guerre mondiale. Actuellement, beaucoup d'armées ont préféré remplacer ce système par des lance-grenades, bien que certaines armes soient encore maintenant conçues pour envoyer des grenades à fusil tel le Famas ou la Negev.

## Historique
Le lancement de grenades au fusil était chose courante pendant la Seconde Guerre mondiale, mais le lance-grenades s'imposa dans toutes les armées à partir des années 1970. Ces lance-grenades se trouvaient sous la forme d'une arme indépendante (comme le M79), ou sous la forme d'un module adapté sous le canon d'un fusil d'assaut (le plus célèbre étant le M203, sur la famille des M16/M4). Aujourd'hui, on observe un retour au concept de la grenade à fusil, avec par exemple la grenade à brèche SIMON pour le M16 et la grenade Rephaim pour le Tavor.
Une stratégie militaire moderne consiste à désigner un certain pourcentage d'un groupe de soldats pour en faire des grenadiers[réf. nécessaire]. L'inconvénient de cette doctrine est que si les grenadiers d'une unité sont, pour une raison ou pour une autre, retirés du groupe, ce dernier perdrait une grande partie de sa puissance de feu. Inversement, avec les grenades à fusil, chaque soldat de l'unité emporte une certaine quantité de grenades, et l'unité dispose constamment d'une grande puissance de feu.

## Les grenades à fusil

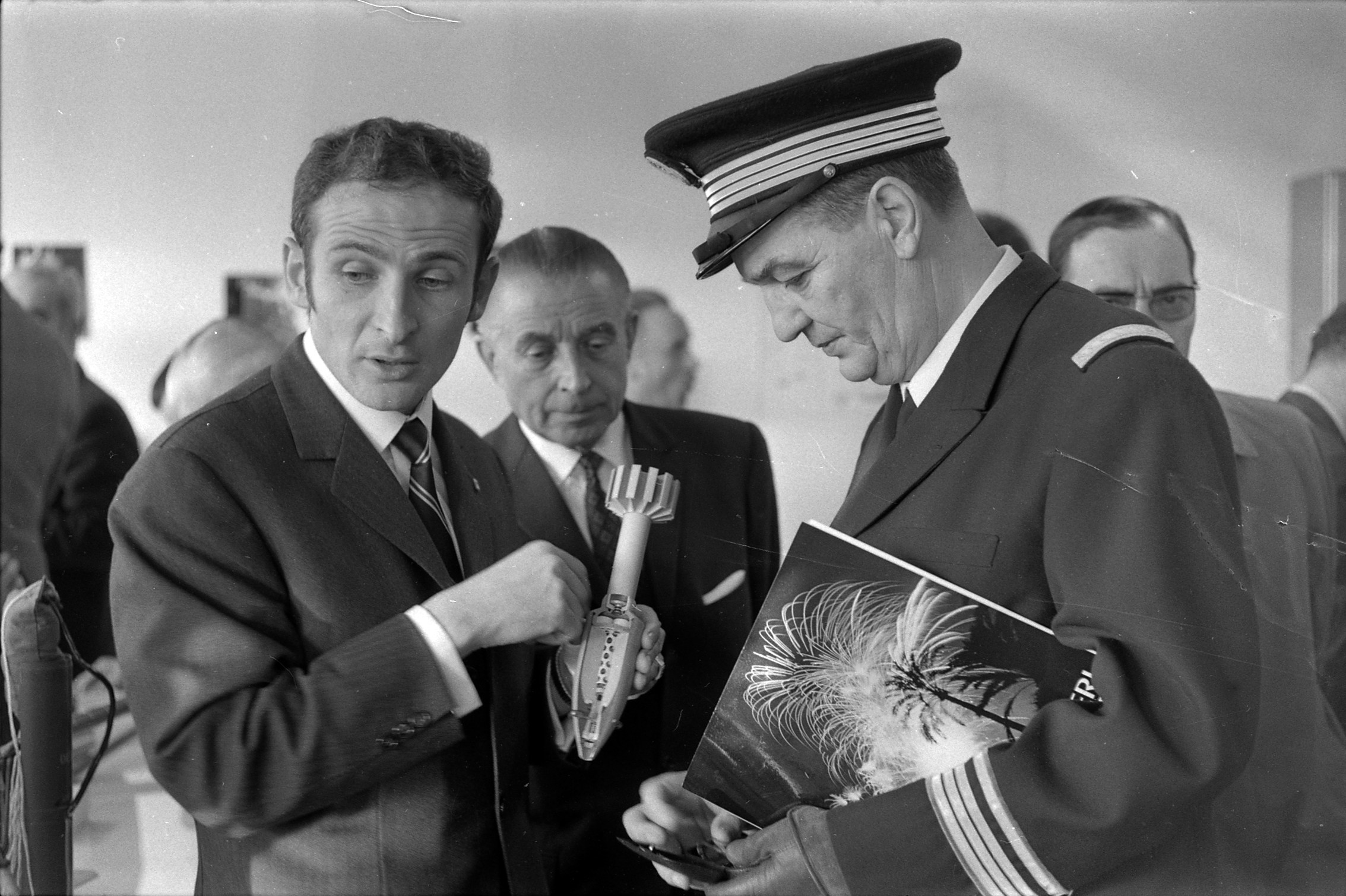
Présentation de la grenade à fusil fumigène de 50 mm Modèle 1954 F4 Ruggieri, le 22 janvier 1969 à Toulouse.

Les grenades à fusil existent en plusieurs types, comme les grenades à main. Cependant, deux types prédominent : la grenade anti-personnel (à fragmentation) et la grenade à charge creuse. Les grenades à fusil peuvent exploser, soit à retardement (utilisation d'une mèche lente), soit à l'impact. Généralement, les grenades anti-personnel sont à mèche lente et les grenades anti-chars explosent à l'impact. Il existe également des grenades à fusil fumigènes.
Souvent, on utilise des viseurs spéciaux adaptés au tir à la grenade (alidade). La portée maximale de la majorité des grenades à fusil est de 180 mètres. Les grenades tirées avec un angle supérieur à 45 degrés sont capables d'atterrir dans des tranchées ou derrière un abri ; de plus, leur temps de vol étant plus long, elles explosent plus rapidement une fois retombées au sol. Les grenades tirées avec un angle inférieur à 45 degrés sont capables de parvenir dans les ouvertures d'un bâtiment (fenêtre, etc.).

## Systèmes de lancement

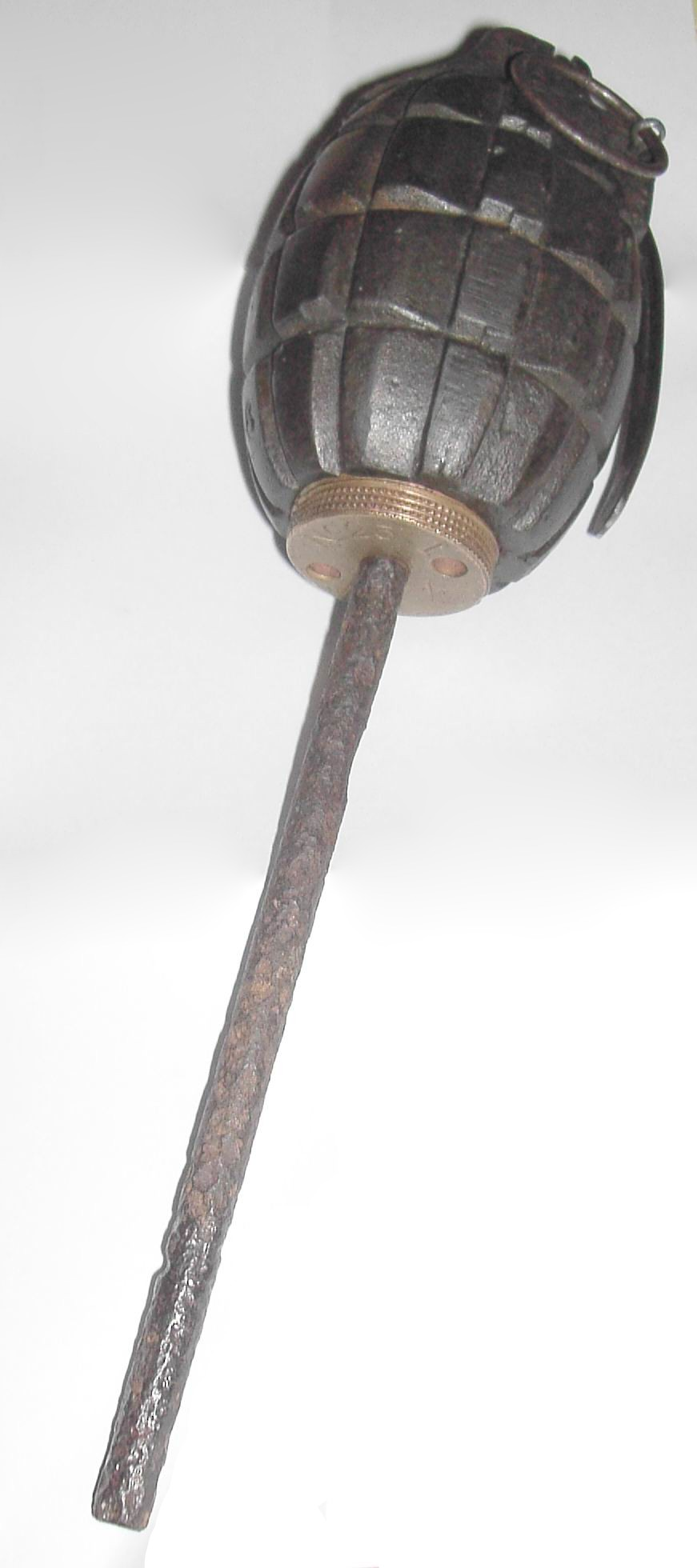
Mills No 23 Mk II, dotée de sa tige pour le tir au fusil.

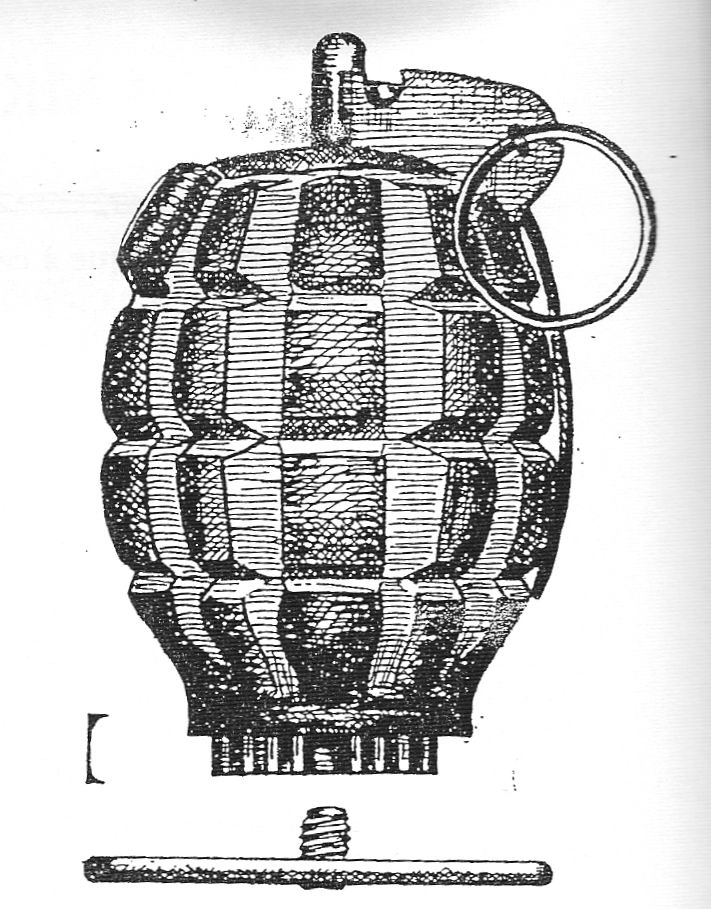
Dessin de la Mills No 36, avec son disque pour fusil.

Avec la première version du système de lancement des grenades à fusil, l'opérateur devait visser une tige à l'arrière de la grenade et l'insérer dans le canon de son arme. Il devait ensuite chambrer une munition à blanc, dont la libération du gaz propulsait la grenade et sa tige. Toutefois, il fut remarqué que l'utilisation répétée de ce système conduisait à une usure prématurée du canon (à cause des frottements de la tige). C'est pour cette raison qu'un nouveau système de propulsion fut inventé : le disque. Néanmoins, le disque avait pour inconvénient d'obstruer le champ de vision de l'opérateur, ce qui rendait le tir moins précis.
L'utilisation d'une vraie munition dans l'un de ces deux systèmes pouvait provoquer l'explosion de la grenade et entraîner la mort de l'opérateur. Ces deux systèmes furent donc abandonnés, car considérés trop dangereux. Deux nouveaux systèmes firent alors leur apparition : le système « piège à balle » et le système « balle au travers ». Ces deux innovations permettent toutes deux d'utiliser une vraie munition pour propulser la grenade. Dans le premier système, la balle est capturée dans la grenade et la propulse en lui transmettant son énergie cinétique. Dans le second système, la grenade est « trouée » en son milieu, ce qui permet à la balle de passer au travers (ici, seuls les gaz propulsent la grenade). Un exemple d'application de la « balle au travers » est la grenade à fusil Viven Bessières française, utilisée durant la Première Guerre mondiale.
Le principal avantage qu'apportent ces deux systèmes, outre une sécurité accrue, est le temps gagné en supprimant la nécessité de chambrer une munition différente dans le fusil pour tirer la grenade. Un autre avantage est la simplification logistique, le même type de munition pouvant être employé pour le tir conventionnel et le tir de grenades. Cependant, afin d'éviter tout accident, il convient de s'assurer que l'arme, si elle est automatique, ne déchargera qu'un seul coup au moment du tir, sans quoi les projectiles suivants pourraient percuter la grenade, parfois même avant leur sortie du canon.

## Avantages et inconvénients par rapport au lance-grenades
Tout d'abord, la grenade tirée au fusil est plus grosse : elle contient donc une charge plus puissante qu'une grenade de lance-grenades. Ensuite, il n'est pas nécessaire d'emporter, en plus du fusil, une arme individuelle spécialement conçue pour tirer la grenade. De même, il n'est pas nécessaire d'installer un lance-grenade sous le canon de l'arme, module qui a l'inconvénient d'alourdir l'arme et de déplacer son centre de gravité (et donc de rendre plus difficile son utilisation).
En contrepartie, la vélocité de la grenade à fusil en sortie de canon est plus faible que pour un lance-grenades : sa portée est donc réduite. De plus, la précision du tir est beaucoup plus faible qu'au lance-grenades.
Enfin, l'inconvénient majeur réside dans la vulnérabilité à laquelle s'expose l'opérateur, lorsqu'il met en place sa grenade. Par exemple, s'il est surpris par un soldat ennemi, il devra effectuer la manœuvre inverse pour pouvoir à nouveau tirer avec son fusil. De même, lorsque la grenade est déjà en place il doit, soit l'envoyer, soit la retirer. En situation de combat, cette perte de temps peut lui coûter la vie.